# Amancio Ortega
Amancio Ortega Gaona (* 28. März 1936 in Busdongo de Arbás, Provinz León) ist ein spanischer Unternehmer im Bekleidungssektor und einer der reichsten Menschen Europas. Mit seiner damaligen Ehefrau Rosalía Mera gründete er die Unternehmensgruppe Inditex (Industria de Diseño Textil), deren Mehrheitsaktionär und Vorstandsvorsitzender er lange war.

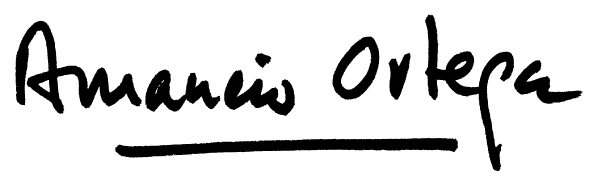
Unterschrift von Amancio Ortega

## Leben

### Karriere
1950, mit 14 Jahren, verließ Ortega auf eigenen Wunsch die Schule und begann als Laufbursche und schließlich als Auszubildender in dem Bekleidungsgeschäft Gala in A Coruña zu arbeiten. Das Geschäft verkaufte vor allem Hemden auf Bestellung. Ortega erkannte, dass er Kleidung schneller fertigen und liefern konnte, wenn er die Lieferketten kontrollierte. Dazu gründete er Nähkooperativen. Die galicischen Frauen nahmen die Stellen gerne an, erlaubten sie ihnen doch einen Zugewinn während ihre Männer zur See fuhren. Zunächst handelte Ortega mit Bademänteln, sein Bruder Antonio war für den Verkauf zuständig, seine Schwester für die Buchhaltung. Auch seine spätere Frau Rosalía Mera war bereits Teil dieser Unternehmung. 1963 gründete Ortega das Unternehmen Confecciones GOA (seine Initialen rückwärts gelesen), das erste Unternehmen der heutigen Inditex-Gruppe. Das Unternehmen wuchs beständig und begann in verschiedene europäische Länder zu exportieren.
1975 wurde der erste Zara-Laden in der Innenstadt von A Coruña eröffnet. In der Folge entstand eine Kette von Läden in ganz Spanien. 1988 wurde die erste Filiale im Ausland, in Porto, eingerichtet. 1989 folgte eine Filiale in New York, 1990 eine in Paris.

Logo der Pontegadea S.L.

Aufgrund des zunehmenden Geschäftsvolumens und der Ausweitung der Geschäftsfelder gründete Ortega 1985 die Unternehmensgruppe Inditex. 2001 brachte Ortega das Unternehmen an die Börse, was ihn zum reichsten Mann Spaniens machte. 2011 übergab Ortega den Verwaltungsratsvorsitz zwar an Pablo Isla, der zuvor bereits als Geschäftsführer für Zara tätig war, blieb aber größter Anteilseigner. 2015 gründete er für seine Unternehmungen die Holding Pontegadea S.L., die von ihm selbst, seiner Ehefrau und seinem engen Vertrauten Jose Arnau geleitet wird.
Neben dem Textilgewerbe ist Ortega u. a. auch im Immobilien- und Finanzsektor, im Kraftfahrzeughandel und im Investmentfonds-Management unternehmerisch aktiv.

### Privatleben
Ortega wurde in dem Dorf Busdongo de Arbás in der Provinz León geboren. Seine Eltern, der Bahnangestellte Antonio Ortega Rodríguez und dessen Frau Josefa Gaona Hernández, stammten aus der Provinz Valladolid. Ortega hatte zwei ältere Geschwister, Antonio und Pepita. Seine Kindheit verbrachte Ortega in Tolosa, 1944 siedelte die Familie schließlich nach A Coruña über.
1966 heiratete Ortega Rosalía Mera, das Paar bekam zwei Kinder, Marcos und Sandra Ortega Mera. 1986 trennte sich das Paar. Bereits 1984 war Ortegas drittes Kind Marta geboren worden. Dessen Mutter Flora Pérez Marcote, eine ehemalige Mitarbeiterin in einer seiner Fabriken, heiratete Ortega 2001. Beide leben so zurückgezogen in A Coruña, dass sein Gesicht jahrelang zu den größten Geheimnissen der spanischen Geschäftswelt gehörte. Als er im Jahr 2000 in Vorbereitung des Börsengangs seines Unternehmens (2001) öffentlich auftrat, sorgte er für Schlagzeilen in der spanischen Finanzpresse.
Ortegas Sohn Marcus wurde schwerbehindert geboren. Der Geschäftsmann förderte daher 1986 die Gründung von Paideia, einer Institution, die Kindern und Jugendlichen mit Behinderungen hilft. Diese wurde von seiner ersten Frau bis zu ihrem Tod geleitet. Im Jahr 2001 gründete Ortega die Amancio-Ortega-Stiftung, in deren Vorstand er neben seiner Frau und jüngeren Tochter bis heute aktiv ist.
Im Oktober 2012 spendete Ortega 20 Millionen Euro an die katholische Hilfsorganisation Caritas, nach seinen Angaben, um sozial Benachteiligten, die unter der Wirtschaftskrise litten, unter die Arme zu greifen.